# Mister Lincoln
Mister Lincoln est un cultivar de rosier, créé en 1964 par Swim & Weeks, nommé d'après Abraham Lincoln. Il est issu du croisement de 'Chrysler Imperial' (Lammerts 1952) × 'Charles Mallerin'.

## Description
De couleur rouge, c'est un hybride de thé célèbre pour sa fragrance que l'on sent de loin. Il peut mesurer jusqu'à 1,20 m de hauteur sur 1 m de large. Ses feuilles sont d'un vert mat profond. Ses boutons sont rouge-violacé et s'ouvrent en une grande fleur double de 30 à 35 pétales.
Il est largement commercialisé sous diverses latitudes aujourd'hui.

## Prix
- All-America Rose Selections 1965